# Białogórzyno
Białogórzyno (deutsch Bulgrin) ist ein Dorf in der polnischen Woiwodschaft Westpommern. Es liegt 13 Kilometer nordöstlich von Białogard (Belgard) und gehört zur Landgemeinde Białogard im Powiat Białogardzki.

## Geographische Lage
Białogórzyno liegt zwischen der Kreisstadt Białogard und Koszalin (Köslin) unmittelbar an der Grenze zwischen dem Powiat Białogardzki und dem Powiat Koszaliński, die hier von dem Fluss Radew (Radüe) gebildet wird. Der Ort ist über eine Nebenstraße zu erreichen, die von Nosowo (Nassow) an der Europastraße 28 über Nosówko (Bahnhof Nassow) nach Żeleźno (Silesen) und weiter nach Białogard führt. Bahnstation ist das vier Kilometer entfernte Nosówko an der Bahnstrecke Stargard Szczeciński–Gdańsk.

## Geschichte

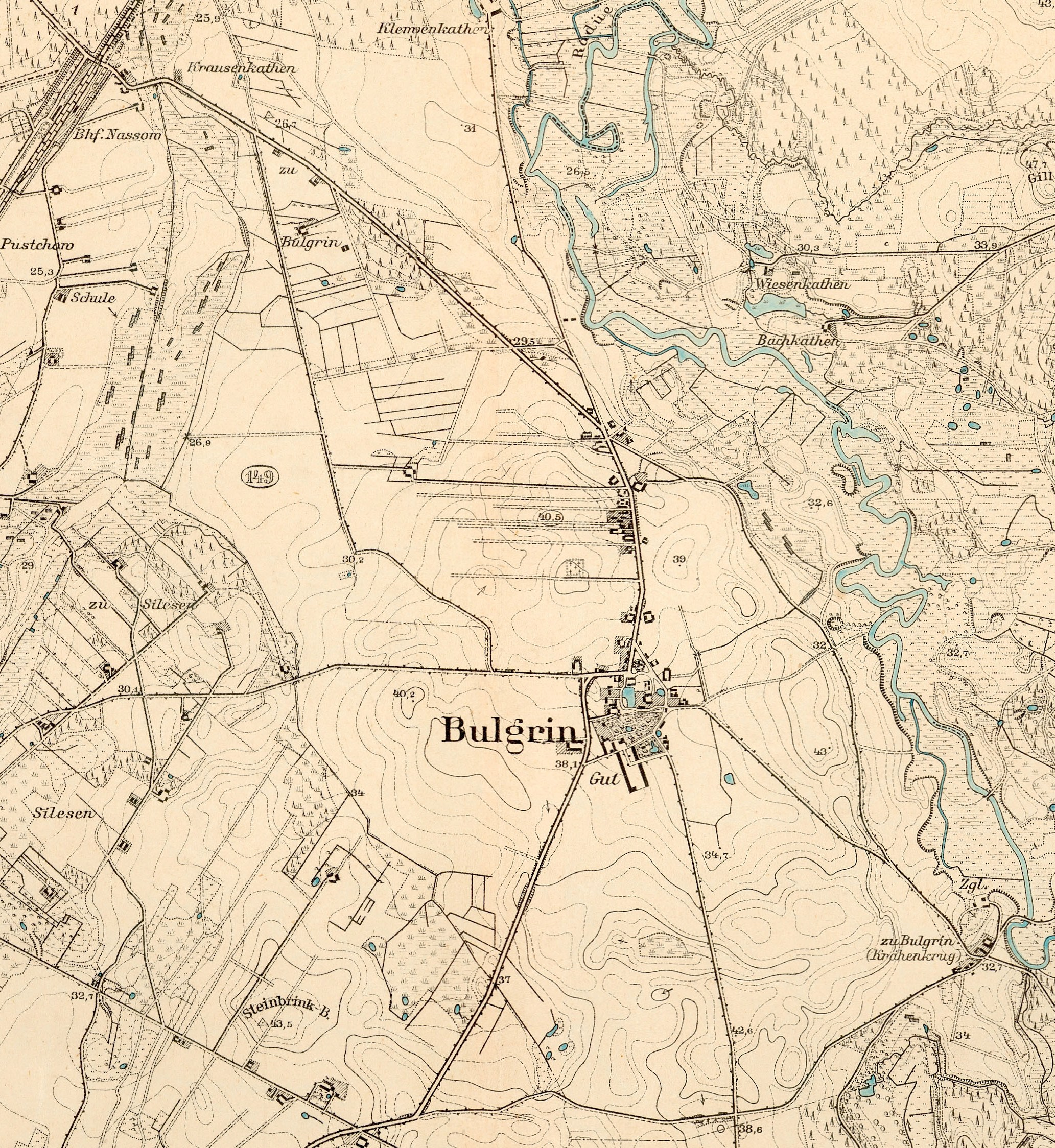
Bulgrin und Umgebung in 1891

Dem pommerschen Dorf Bulgrin an der östlichen Grenze des ehemaligen Kreis Belgard waren die Vorwerke Klempenkaten, Bahnhof Nassow (heute polnisch: Nosówko) sowie Krähenberg (Wronie Gniazdo), Biniack und Krausenkaten vorgelagert. Die erste Erwähnung des Ortes erfolgte in einer Urkunde von 1289. Im Jahre 1456 wird es als Lehnbesitz eines Geschlechtes namens Klankespar oder Kranksparn erwähnt. 1606 wird das Gut von Herzog Bogislaw XIII. der Familie von Ramel überlassen. 1773 kam es in den Besitz von Joachim von Kleist-Nemitz, danach an die Familie von Bonin und an noch andere Eigentümer, bis es im Jahr 1863 schließlich Ehrenfried Rossow kaufte.
Im Jahre 1867 hatte Bulgrin 580 Einwohner und 56 Wohngebäude aufzuweisen, 1939 waren es 614 Einwohner in 160 Haushaltungen.
Bulgrin bildete vor 1945 einen eigenen Amts- und Standesamtsbezirk. Bulgrin gehörte zum Amtsgerichtsbezirk Belgard.
Bei der Besetzung des Dorfes durch die Rote Armee im März 1945 gab es keinerlei Kämpfe. Das Dorf kam Infolge des Zweiten Weltkrieges zu Polen, und die angestammte Bevölkerung wurde 1947  aus dem Dorf vertrieben. Heute ist Białogórzyno Teil der Landgemeinde Białogard.

## Kirche

### Kirchspiel
Bulgrin war seit alten Zeiten ein Pfarrort. Zum Kirchspiel gehörten noch die Orte Butzke (heute Buczek), Pustchow (Pustkowo) und Silesen (Żeleźno).
Im Jahre 1940 zählte das Kirchspiel Bulgrin 1762 Gemeindeglieder. Damals gehörte es zum Kirchenkreis Belgard in der Kirchenprovinz Pommern der evangelischen Kirche der Altpreußischen Union.
Heute ist Białogórzyno Teil der Parafia (Parochie) Koszalin (Köslin) der polnischen Kościół Ewangelicko-Augsburski (Luterański) (evangelische Kirche Augsburgischer (lutherischer) Konfession).

### Pfarrkirche
Die Bulgriner Dorfkirche war ein schlichter Fachwerkbau, der 1838 an Stelle der 1836 abgebrannten massiven Kirche errichtet worden war. Das Gotteshaus wurde 1935 innen und außen renoviert und erhielt einen Turm. Bis 1945 gab es auch eine Neuapostolische Kirche.